# Test 3D de l'Antisemitisme
El Test 3D de l'Antisemitisme és un conjunt de criteris objectius per distingir la crítica legítima a l'Estat d'Israel de l'antisemitisme. Les tres D corresponen a Deslegitimació, Demonització, i sotmetiment d'Israel a Estàndards Dobles; cadascun dels quals indica antisemitisme. El test va ser desenvolupat per Natan Xaranski, líder jueu i actual president de l'Agència Jueva per a Israel. Va ser publicat en el Jewish Political Studies Review el 2004. El test serveix com una eina conceptual que defineix els límits de la crítica legítima cap a l'Estat d'Israel, les seves accions i polítiques i una crítica no legítima que es converteix en antisemita. El Professor Irwin Cotler, un destacat estudiós dels drets humans, ha dit que "hem d'establir certs límits d'on la crítica a Israel no creui la línia, perquè sóc un dels que creu fermament, no només en el lliure discurs, sinó també en el debat rigorós, la discussió, la dialèctica, i similars. Si un diu amb massa facilitat que tot és antisemita, llavors res és antisemita, i ja no es pot distingir." El test refuta els arguments que afirmen que "Qualsevol crítica cap a l'estat d'Israel es considera com antisemita i, per tant, la crítica legítima és silenciada i ignorada". Aquest test ha estat aprovat pel Departament d'Estat dels Estats Units.

## Conceptes principals

### Deslegitimació
El terme "La deslegitimació d'Israel" es refereix a la negació del poble jueu pel que fa a la seva autodeterminació, per exemple, en afirmar que l'existència d'un Estat d'Israel és un projecte racista. Aquesta afirmació discrimina els jueus negant la seva dret bàsic d'autodeterminació com es va determinar pel dret internacional. Atès que qualsevol discriminació contra un grup ètnic, racial o nacional específic es considera un tipus de racisme, tota la deslegitimació del dret del poble jueu a la seva autodeterminació es veu com el racisme contra els jueus, és a dir, l'antisemitisme.
L'ex-primer ministre de Suècia, Per Ahlmark, un destacat defensor de la lluita contra l'antisemitisme, va escriure: "en comparació amb la majoria dels brots antisemites anteriors, aquest nou antisemitisme està sovint menys dirigit contra jueus individuals. Ataca principalment a les col·lectivitats jueves, a l'Estat d'Israel i després aquests atacs inicien una reacció en cadena d'assalts a jueus individuals i institucions jueves. […] en el passat els més perillosos antisemites eren els que volien fer del món "Judenrein", lliure de jueus. Avui dia, els antisemites més perillosos podria ser aquells que volen fer del món "Judenstaatrein", lliure d'un Estat jueu." El Professor Irwin Cotler ha definit deslegitimació com un dels nou conjunts del que ell anomena "Neoantisemitismo". Cotler utilitza el terme "antisemitisme polític" per descriure la negació del dret del poble jueu a l'autodeterminació i la deslegitimació d'Israel com un Estat.

### Demonització
Es refereix a la representació de certs grups com a dolents, demoníacs, o satànics. L'Agència Europea de Drets Fonamentals ha definit l'antisemitisme com "acusar freqüentment als jueus de conspirar per fer mal a la humanitat, i s'utilitza sovint per culpar els jueus del perquè" les coses van malament ". S'expressa en la parla, l'escriptura, les formes visuals i accions, i empra estereotips sinistres i trets de caràcter negatius". Si la crítica fa servir metàfores, imatges o retòrica que implica que els israelians o els jueus són dolents, és una vegada més una projecció dels libels de sang antisemites. Un exemple d'això podrien ser les acusacions estereotipades sobre jueus com a col·lectiu, el mite de la conspiració jueva mundial o dels jueus que controlen els mitjans de comunicació, l'economia, el govern o altres institucions socials.

### Dobles estàndards
Es refereix a l'aplicació de diferents principis en situacions similars. Si una persona critica Israel i només Israel sobre determinats temes, però opta per ignorar situacions similars realitzades per altres països, s'està realitzant una política d'estàndards dobles contra Israel. L'aplicació d'una norma moral diferent per a jueus i per Israel en comparació amb la resta del món s'etiqueta com antisemitisme. Arguments similars van ser fets per Thomas Friedman, al·legant que els moviments de Boicot, Desinversions i Sancions (BDS) que ignoren la situació a països com Síria, Aràbia Saudita o l'Iran, per exemple, són antisemites. En el mateix sentit, Friedman també ha escrit que "Criticar Israel no és antisemita, i el que ho digui és vil, Però assenyalar a Israel per l'oprobi i la sanció internacional fora de tota proporció amb qualsevol altra part de l'Orient Mitjà, és antisemita, i el que no ho digui és deshonest ". El Professor Irwin Cotler també defineix el tracte desigual a Israel davant la llei en l'àmbit internacional com un nou acte antisemita.